# Gérard Laprise
Gérard Laprise, né le 19 avril 1925 à La Sarre et mort le 14 novembre 2000, est un charpentier, menuisier et homme politique québécois.

## Biographie
Né à La Sarre dans la région d'Abitibi-Témiscamingue, il devint député du Parti Crédit social du Canada dans la circonscription fédérale de Chapleau en 1962, il fut réélu en 1963, 1965 et dans Abitibi en 1968, 1972 et en 1974. En 1976, il fut whip du Parti Crédit social. Il ne se représenta pas en 1979. 